# Медведев, Павел Спиридонович
Павел Спиридонович Медведев (1888, Сысертский Завод, Пермская губерния — 12 марта 1919, Екатеринбург, Пермская губерния) — начальник внешней охраны Ипатьевского дома в Екатеринбурге, непосредственный участник расстрела последнего российского императора Николая II, его семьи и приближённых в ночь на 17 июля 1918 года.

## Биография
Был рабочим Сысертского завода.
В годы Первой мировой войны пошёл воевать на фронт и дослужился до звания унтер-офицера в царской армии.
В 1917 году стал членом РСДРП и участвовал в подавлении антисоветского восстания атамана Дутова.

### Расстрел царской семьи
Возглавлял внешнюю охрану Дома особого назначения с момента прибытия царской семьи в Екатеринбург, 30 апреля 1918 года, и до их расстрела. Именно он сообщил местным чекистам о пьянстве и воровстве внутренней охраны, царившем при первом коменданте дома, слесаре Александре Авдееве. После этого Авдеев был смещён и заменён чекистом Яковом Юровским, установившем в охране дома жёсткие порядки.
В ночь на 17 июля 1918 года Медведев, вместе с Юровским и ещё несколькими чекистами и красноармейцами, был непосредственным участником расстрела царской семьи. После расстрела, когда Юровский и Ермаков уехали хоронить трупы на Ганину Яму, Медведев организовал уборку в доме Ипатьева для сокрытия следов группового расстрела.

### Дальнейшая судьба
После того как белочехи взяли Екатеринбург, через восемь дней после расстрела царской семьи, Медведев с остатками красноармейских отрядов отступил к Перми и в декабре 1918 года участвовал в обороне города. По приказу командования, он должен был при отступлении взорвать мост через реку Кама, но не успел и попал в плен к белым.
В плену скрыл свою личность, назвался фамилией Бобылев, вскоре был освобождён и работал санитаром в госпитале. Однажды он признался сестре милосердия в том, что служил в охране дома Ипатьева. Сестра донесла об этом и 11 февраля 1919 года Медведев был арестован в Перми агентом уголовного розыска С. И. Алексеевым.
Медведев был допрошен белогвардейскими следователями, расследовавшими убийство царской семьи. На допросах он отрицал своё личное участие в расстреле, утверждая, что во время убийства его послали на улицу выяснить, слышны ли снаружи выстрелы.
К однозначному выводу о степени его вины следствие тогда так и не пришло. Его должен был допросить следователь Соколов, незадолго до этого возглавивший расследование, но 12 марта 1919 года Медведев умер от сыпного тифа в Екатеринбургской тюрьме.
По свидетельству Г.П. Никулина, П.С. Медведев умер в омской или томской тюрьме от тифа.